# Ailijärvi (sjö i Finland)
Ailijärvi är en sjö i Finland. Den ligger i kommunen Enare i landskapet Lappland, i den norra delen av landet, 900 km norr om huvudstaden Helsingfors. Ailijärvi ligger 135,2 meter över havet. Arean är 18,5 hektar och strandlinjen är 1,91 kilometer lång. Sjön  ingår i Pasvik älvs huvudavrinningsområde. 